# Ana Camila Pirelli
Anna Camila Donatella Pirelli Cubes, coneguda per Pantera Guaraní (Asuncion, 30 de gener de 1989), és una atleta paraguaiana que competeix en heptatló.
Té el rècord paraguaià d'Heptatló amb una puntuació màxima personal de 5733 punts. Pirelli té més d'una dotzena de rècords nacionals en esdeveniments tan variats com els 100 metres de tanques, llançament de pes i pentatló femení cobert. Pirelli va ser medalla de plata d'heptatló als campionats sud-americans d'atletisme de 2013. Va guanyar la medalla d'or als Jocs bolivarians de 2013 i als Jocs Sud-americans de 2014, batent rècords en ambdues competicions. Està vinculada al Paraguay Marathon Club i competeix amb la bandera de Paraguai amb la Federación Paraguaya de Atletismo.
Pirelli s'ha compromès a utilitzar la seva plataforma com a esportista per parlar de l'impacte del canvi climàtic com a campiona d'EcoAthlete, dient que créixer envoltada de vida salvatge l'ha motivat a lluitar per protegir-la. El novembre de 2023, va ser nomenada una de les 100 dones de la BBC 2023 pels seus èxits esportius i l'activisme climàtic.